# Marcel Kochańczyk
Marcel Kochańczyk (ur. 19 czerwca 1947 w Gdańsku, zm. 15 lipca 2002 w Sopocie) – polski reżyser i scenograf teatralny
Absolwent Państwowej Wyższej Szkoły Sztuk Plastycznych w Gdańsku i Państwowej Wyższej Szkoły Teatralnej w Krakowie. W 1972 podjął pracę asystenta dyrektora Teatru Ziemi Pomorskiej w Grudziądzu ds. reklamy. Rok później został asystentem reżysera w krakowskim Teatrze im. J. Słowackiego. Od 1976 do 1982 był etatowym reżyserem w Teatrze Wybrzeże w Gdańsku. Od 1984 do śmierci pracował w Teatrze Rozrywki w Chorzowie jako reżyser i scenograf. Współpracował także m.in. z Teatrem im. Kochanowskiego w Opolu, Teatrem Muzycznym i im. Osterwy w Lublinie, Gliwickim Teatrem Muzycznym, Teatrem Powszechnym i na Woli w Warszawie i niemieckim Stadttheater Gießen.
Reżyserowane przez niego spektakle zdobyły następujące nagrody:
- Wróg ludu Henrika Ibsena w Teatrze Wybrzeże (1978) – nagroda na XXI Festiwalu Teatrów Polski Północnej w Toruniu
- Kraina sto piątej tajemnicy Zbigniewa Żakiewicza w Teatrze Wybrzeże (1978) – nagroda Wojewody Gdańskiego dla najlepszego przedstawienia roku
- Czarny romans Władysława Lecha Terleckiego w Teatrze Wybrzeże (1979) – nagroda na Festiwalu Polskich Sztuk Współczesnych we Wrocławiu
- Świętoszek Moliera w Teatrze Powszechnym w Warszawie (1980) – nagroda na XX Kaliskich Spotkaniach Teatralnych
- Kraina sto piątej tajemnicy Zbigniewa Żakiewicza w Teatrze Rozrywki (1988) –  nagroda redakcji miesięcznika Teatr dla najlepszego przedstawienia roku
- Cabaret Johna Kandera, Freda Ebba i Joe Masteroffa w Teatrze Rozrywki (1992) – Złote Maski'93 w kategoriach: wydarzenie sezonu, najlepsza reżyseria, Jacenty Jędrusik za rolę Mistrza Ceremonii, Elżbieta Okupska za rolę Fraulein Schneider
- Skrzypek na dachu Jerry'ego Bocka, Josepha Steina i Sheldona Harnicka w Teatrze Rozrywki (1993) – Spektakl Sezonu 1993/94, Złota Maska dla Stanisława Ptaka za rolę Tewjego Mleczarza
- Evita Andrew Lloyda Webbera i Tima Rice'a w Teatrze Rozrywki (1994) – Złote Maski'95 dla Marii Meyer za rolę tytułową i dla Krzysztofa Respondka za rolę Che.
W Teatrze Rozrywki wyreżyserował również: Huśtawkę Cy Colemana (1985), Betlejem polskie Lucjana Rydla (1987), Dziś wieczorem: Lola Blau Georga Kreislera (1993), 
Nunsense Dana Goggina (1995), The Rocky Horror Show Richarda O'Briena (1999) i Jesus Christ Superstar Andrew Lloyda Webbera i Tima Rice'a (2002). Dla Teatru Telewizji wyreżyserował Upiory Henrika Ibsena (1979), Zielone Kakadu Arthura Schnitzlera (1981), Kucharki Nory Szczepańskiej (1981), Gdy płoną lasy Jerzego Zawieyskiego (1983), Kandydę George'a Bernarda Shawa (1984), Szewców Stanisława Ignacego Witkiewicza (1985) i Anioła na dworcu Jarosława Abramowa-Newerlego (1985).
W 1996 otrzymał nagrodę Prezydenta Miasta Chorzowa w dziedzinie kultury.
Pochowany na cmentarzu komunalnym w Sopocie (kwatera N2-9-5).

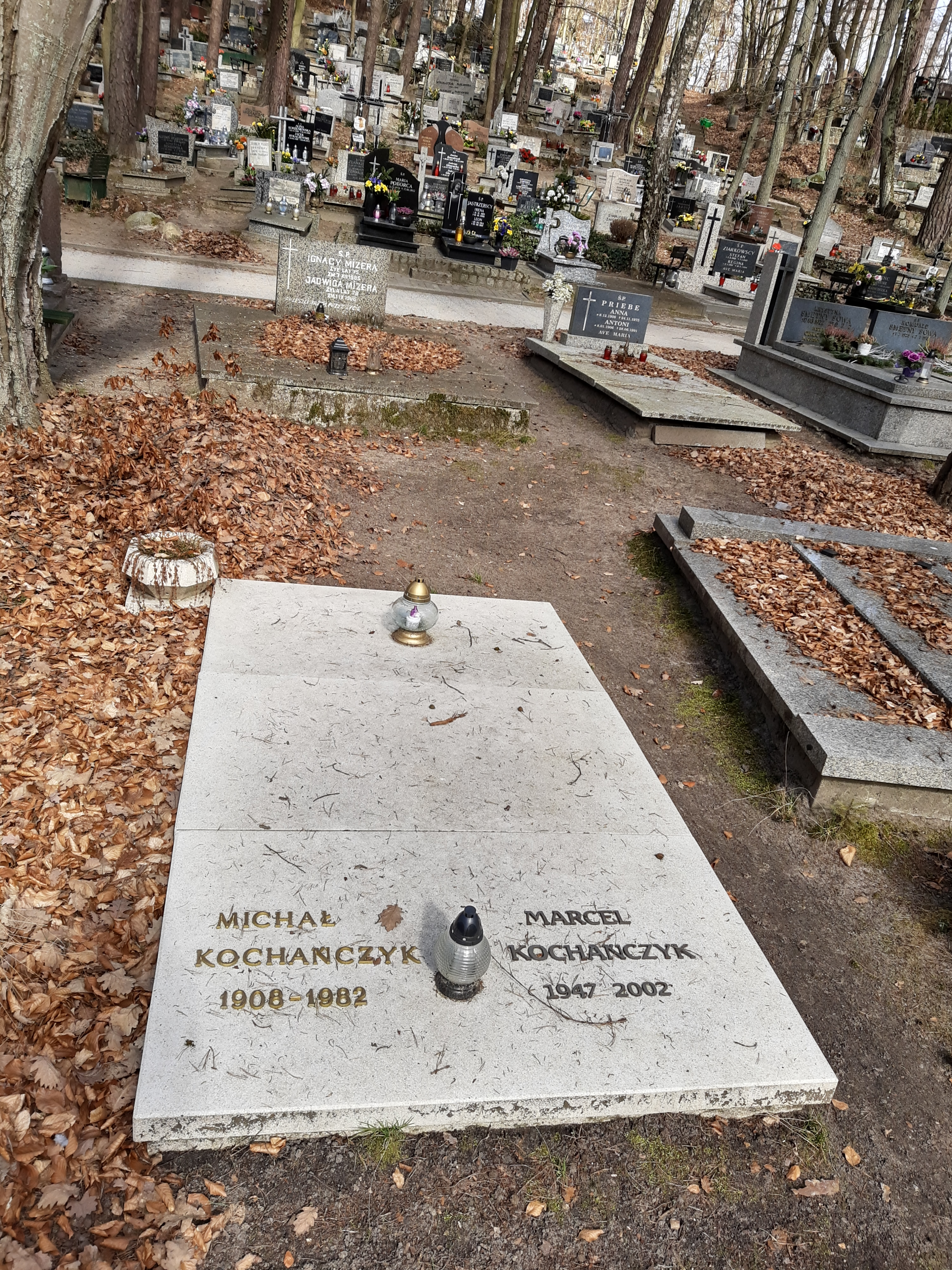
Grób Marcela Kochańczyka na Cmentarzu komunalnym w Sopocie